# Isoleucine
Pour les articles homonymes, voir Île (homonymie).
L’isoleucine (abréviations IUPAC-IUBMB : Ile et I) est un acide α-aminé faisant partie des 20 acides aminés majeurs codés par le génome (exception faite de la sélénocystéine) servant à la synthèse des protéines. Cet acide aminé est l'un des 9 acides aminés essentiels pour l'homme, c'est-à-dire non synthétisable de novo par les cellules mais indispensable à son bon fonctionnement, son apport est donc alimentaire.
Elle est codée sur les ARN messagers par les codons AUU, AUC et AUA. Elle forme un résidu apolaire aliphatique dans les protéines.
Du point de vue de son catabolisme chez l'homme, l'isoleucine est un acide aminé mixte : il est à la fois cétoformateur et glucoformateur. C'est-à-dire que sa dégradation peut former des précurseurs du glucose, en passant par le cycle de Krebs puis la néoglucogenèse ; ou former des corps cétoniques à partir de l'acétyl-CoA transformé en Acetoacétyl-CoA pour rejoindre la voie de cétogenèse.
On le retrouve donc dans les voies des corps cétoniques (cétogenèse) et dans la néoglucogenèse pour produire de l'énergie nécessaire au bon fonctionnement du métabolisme.

## Découverte
L’isoleucine a été découverte en 1904 par Félix Ehrlich, dans des mélasses.

## Métabolisme

### Synthèse biologique
L'isoleucine est synthétisé dans le corps humain à partir de l'hydroxyéthyl thiamine pyrophosphate.

### Maladies du métabolisme
La dégradation de l'isoleucine est altérée dans les maladies métaboliques suivantes :
- Acidémie méthylmalonique
- Acidémie propionique
- Acidurie combinée malonique et méthylmalonique (CMAMMA)
- Maladie du sirop d'érable (MSUD)

## Structure
|                                                        |
| L(+)-isoleucine (2S,3S) et D(–)-isoleucine (2R,3R)     |
|                                                        |
| L-allo-isoleucine (2S,3R) et D-allo-isoleucine (2R,3S) |

## Biochimie
En plus du carbone α, elle possède un deuxième carbone asymétrique en position 3 (carbone β), et seule la forme 2S-3S est incorporée dans les protéines.